# North Tarawa

Umrisskarte Tarawa

North Tarawa, auch Tarawa Ieta (Nord-Tarawa; früher Cook Island), in der Republik Kiribati, ist die nordöstliche gerade Inselkette, die zusammen mit South Tarawa das Atoll Tarawa bildet. North Tarawa ist ein eigenständiger Verwaltungsdistrikt, der durch das Eutan Tarawa Council (ETC) mit Sitz in Abaokoro gelenkt wird. Die Bevölkerung beträgt 7018 Einwohner (Stand 2020), die sich auf 14 Siedlungen verteilen; die Bevölkerungsdichte beträgt 460 Einwohner je km².

## Geographie
Die Gesamtfläche beträgt 15,26 km². Nord-Tarawa reicht vom nördlichsten Punkt Naa nördlich des Hauptortes Buariki bis zum Ort Buota im Süden und erstreckt sich auf eine Länge von 35,54 km. Die größte Breite beträgt 1,73 km in Buariki, die schmalste Stelle 270 Meter bei Tearinibai. Nord- und Süd-Tarawa bilden die Form eines nach Links gerichteten L, das eine rund 534 km² große Lagune an zwei Seiten begrenzt.

## Bevölkerung

### Bevölkerungsstatistik
| Zensus                           | Fläche in km² | 1978 | 2000   | 2005   | 2010   | 2015   | 2020   |
| -------------------------------- | ------------- | ---- | ------ | ------ | ------ | ------ | ------ |
| Buariki                          | 0,65          | 375  | 533 ▲  | 597 ▲  | 703 ▲  | 752 ▲  | 739 ▼  |
| Tearinibai                       | 0,52          | 215  | 221 ▲  | 317 ▲  | 297 ▼  | 277 ▼  | 432 ▲  |
| Nuatabu                          | 0,15          | 146  | 183 ▲  | 199 ▲  | 197 ▼  | 249 ▲  | 246 ▼  |
| Tebwangaroi/Tebangaroi           | 0,27          | 26   | 34 ▲   | 34 ▬   | 40 ▲   | 19 ▼   | 40 ▲   |
| Taratai                          | 0,28          | 202  | 179 ▼  | 203 ▲  | 151 ▼  | 192 ▲  | 276 ▲  |
| Nooto (Notoue; früher Eretiboou) | 0,49          | 207  | 699 ▲  | 845 ▲  | 814 ▼  | 891 ▲  | 811 ▼  |
| Abaokoro                         | 0,26          | 165  | 248 ▲  | 294 ▲  | 262 ▼  | 290 ▲  | 371 ▲  |
| Marenanuka                       | 0,17          | 54   | 70 ▲   | 71 ▲   | 101 ▲  | 161 ▲  | 195 ▲  |
| Tabonibara                       | 0,10          | 103  | 227 ▲  | 300 ▲  | 363 ▲  | 310 ▼  | 456 ▲  |
| Kainaba                          | 0,06          | 130  | 149 ▲  | 219 ▲  | 266 ▲  | 299 ▲  | 336 ▲  |
| Nabeina                          | 0,10          | 170  | 297 ▲  | 414 ▲  | 435 ▲  | 442 ▲  | 484 ▲  |
| Tabiteuea                        | 0,33          | 136  | 342 ▲  | 391 ▲  | 505 ▲  | 523 ▲  | 524 ▲  |
| Abatao                           | 0,25          | 25   | 379 ▲  | 421 ▲  | 499 ▲  | 468 ▼  | 480 ▲  |
| Buota                            | 0,48          | 218  | 916 ▲  | 1373 ▲ | 1469 ▲ | 1756 ▲ | 1628 ▼ |
| unbewohnte Landfläche            | 11,25         | -    | -      | -      | -      | -      | -      |
| Gesamt                           | 15,26         | 2227 | 4477 ▲ | 5678 ▲ | 6102 ▲ | 6629 ▲ | 7018 ▲ |

### Bevölkerungsentwicklung
| Zensus | 1947 | 1963 | 1968 | 1973 | 1978 | 1985 | 1990 | 1995 | 2000 | 2005 | 2010 | 2015 | 2020 |
| ------ | ---- | ---- | ---- | ---- | ---- | ---- | ---- | ---- | ---- | ---- | ---- | ---- | ---- |
| Gesamt | 1911 | 1813 | 2026 | 2268 | 2227 | 3205 | 3648 | 4004 | 4477 | 5678 | 6102 | 6629 | 7018 |

## Neuzeit und Infrastruktur
Für die lokalen Belange ist ein Inselrat, das Eutan Tarawa Council (ETC), zuständig. North Tarawa entsendet drei Parlamentsmitglieder in das Parlament Maneaba ni Maungatabu in South Tarawa, für das 10. Parlament 2011–2015 wurden Nabuti Mwemwenikarawa, Boutu Bateriki und Inatio Tanentoa gewählt.
Größte Bauwerke sind die Kirchengebäude, die traditionellen örtlichen Versammlungshäuser, die maneabas, sowie die Schulen „Immaculate Heart College“ und „JSS College“. North Tarawa unterhält zehn Grundschulen, eine dreijährige Mittelschule „Eutan Tarawaieta Junior Secondary School“ (JSS), und in Taborio eine Oberstufenschule „Immaculate Heart College“ (Senior High School).
Der Landweg ist durch zahlreiche Kanäle zwischen der Lagune und dem Ozean erschwert. Viele davon lassen sich bei Niedrigwasser zu Fuß überqueren. Zwischen mehreren Inseln bestehen Dämme, dazu eine Brücke zwischen Abaokoro nach Marenanuka und die wichtige Verbindungsbrücke zu South Tarawa zwischen Buota und Tanaea. Von Betio fahren Schnellboot-Fähren über die Lagune nach Buariki und Buota.